# Ustrój polityczny Rosji
Ustrój polityczny Federacji Rosyjskiej – struktura organizacyjna państwa rosyjskiego, określona przepisami konstytucji z 1993 roku. Zgodnie z jej treścią Federacja Rosyjska jest państwem demokratycznym z silną rolą prezydenta (tzw. system superprezydencki). Władzę ustawodawczą posiada bikameralne Zgromadzenie Federalne, wykonawczą – prezydent i rząd, a sądowniczą – niezawisłe sądy.
Rosja jest federacją składającą się z republik, krajów, obwodów, miast o znaczeniu federalnym, obwodu autonomicznego i okręgów autonomicznych. Podmioty te nie mają jednak statusu państwowego (jak np. kantony w Szwajcarii, landy w Niemczech czy poszczególne stany Stanów Zjednoczonych).
Rosyjska demokracja uważana jest za słabo rozwiniętą, choć nieustannie ewoluującą. System polityczny tego państwa został de facto zdominowany przez tendencje autorytarne, a rządy obecnego prezydenta Władimira Putina i jego zaplecza politycznego bywają określane jako zagrażające wolnościom obywatelskim. Według brytyjskiego tygodnika „The Economist”, publikującego coroczny raport o stanie demokracji w państwach świata (Democracy Index), Rosja jest państwem autorytarnym. Niektórzy badacze określają jej ustrój jako faszystowski. Z tego powodu określa się go jako faszyzm rosyjski.

## Konstytucja Federacji Rosyjskiej
Proces przygotowywania konstytucji rozpoczął się w 1991 roku. Liczyły się wówczas dwa projekty: pierwszy – opowiadający się za utrzymaniem podstawowych zasad honorowanych przez Związek Radziecki oraz drugi – postulujący konieczność zapewnienia stabilności poprzez wprowadzenie silnej władzy prezydenckiej.
12 grudnia 1993 roku miało miejsce referendum w sprawie nowej konstytucji rosyjskiej, jak również wybory parlamentarne. Za przyjęciem drugiego projektu opowiedziało się 58,4% biorących udział w głosowaniu. Obecnie obowiązująca konstytucja to pierwsza demokratyczna konstytucja rosyjska.
W 2008 roku dokonano zmian w konstytucji dwiema ustawami – O zmianie okresu pełnomocnictw prezydenta Federacji Rosyjskiej i Dumy Państwowej oraz O kontrolnych pełnomocnictwach Dumy Państwowej wobec rządu FR. Wydłużono wówczas kadencję prezydenta z 4 do 6 lat (art. 81) oraz Dumy Państwowej z 4 do 5 lat (art. 96), nadano jej także kontrolne kompetencje wobec rządu (art. 103 i 114). Premier został zobowiązany do corocznego sprawozdania ze swojej działalności przed Dumą Państwową. Zmiany weszły w życie w momencie opublikowania, jednak przepisy dotyczące kadencji Prezydenta i Dumy stosowane są od czasu kolejnych wyborów (odpowiednio od 2012 i 2011 roku).

## Prezydent Federacji Rosyjskiej
Prezydent w konstytucji wymieniany jest wcześniej niż Zgromadzenie Federalne i rząd, co odzwierciedla jego pozycję w całym systemie politycznym.
Wybierany jest na 6 lat (do 2012 roku na 4 lata) w wyborach powszechnych, bezpośrednich i w głosowaniu tajnym (wymagane min. 50% frekwencji dla ważności wyborów). O to stanowisko może ubiegać się obywatel Rosji liczący sobie minimum 35 lat i który od co najmniej 10 lat zamieszkuje na terenie państwa. Prezydent może sprawować swój urząd maksymalnie dwa razy z rzędu (nie oznacza to jednak, że nie może go sprawować więcej niż dwa razy). Federalną ustawą konstytucyjną z 21 listopada 2008 Duma Państwowa wprowadziła poprawkę do konstytucji wydłużającą kadencję prezydenta do lat 6. Prawo weszło w życie w maju 2012 roku.
Prezydent uznawany jest za głowę państwa i gwaranta konstytucji oraz wolności i praw człowieka i obywatela. Jest podmiotem określającym podstawowe kierunki wewnętrznej i zagranicznej polityki państwa, a także reprezentantem Federacji w kraju i w stosunkach międzynarodowych – kieruje zatem polityką zagraniczną, prowadzi rokowania i podpisuje umowy międzynarodowe, podpisuje także listy uwierzytelniające. Co więcej, rozstrzyga on sprawy obywatelstwa oraz nadaje odznaczenia państwowe, tytuły i wyższe stopnie wojskowe. Posiada prawo łaski.
Oprócz powyższych, prezydent może:
- zarządzać wybory do Dumy, może ją również rozwiązać;
- przedkładać projekty ustaw Dumie;
- podpisywać i ogłaszać ustawy;
- zwracać się do Zgromadzenia Federalnego z corocznym orędziem na temat stanu państwa.

Prezydent Federacji Rosyjskiej jest również posiadaczem niezwykle rozległych uprawnień kreacyjnych – przedstawia kandydatów na stanowiska:
- premiera,
- prezesa Centralnego Banku Rosji,
- sędziów Sądu Konstytucyjnego, Sądu Najwyższego, Naczelnego Sądu Arbitrażowego, innych sądów federalnych,
- Prokuratora Generalnego.

Prezydent Federacji Rosyjskiej jest również najwyższym zwierzchnikiem Sił Zbrojnych FR – może wprowadzać stan wojenny i wyjątkowy, tworzy i przewodniczy Radzie Bezpieczeństwa Federacji Rosyjskiej, zatwierdza doktrynę wojskową państwa oraz powołuje i odwołuje najwyższe dowództwo Sił Zbrojnych Federacji.
Może zostać usunięty z urzędu na podstawie wysuniętego przez Dumę oskarżenia o zdradę stanu lub popełnienie innego ciężkiego przestępstwa, potwierdzonego oskarżeniem Sądu Najwyższego Federacji o wystąpieniu w działaniu prezydenta znamion przestępstwa oraz orzeczeniem Sądu Konstytucyjnego Federacji o przestrzeganiu obowiązującego trybu wysunięcia oskarżenia.

## Rząd Federacji Rosyjskiej
Rząd składa się z ministrów oraz z przewodniczącego rządu (premiera), a także jego zastępców. Premier powoływany jest przez prezydenta, który czyni to za zgodą Dumy Państwowej. Prezydent musi to uczynić w ciągu maksymalnie 2 tygodni od chwili objęcia urzędu lub od dymisji rządu. Taki sam czas ma Duma na wyrażenie zgody. Jeśli trzy razy odrzuci ona kandydaturę wystawioną przez prezydenta, ten ma obowiązek powołać go samodzielnie, po czym rozwiązać Dumę i zarządzić nowe wybory.
Zadaniem premiera jest określanie podstawowych kierunków działalności rządu i organizowanie jego pracy. Natomiast rząd wydaje uchwały i rozporządzenia, na podstawie i w celu realizacji przepisów konstytucji, ustaw i dekretów. Akty prawne rządu sprzeczne z konstytucją są uchylane przez prezydenta.
Ustąpienie rządu może nastąpić w kilku przypadkach:
- rząd podaje się do dymisji (prezydent może przyjąć lub odrzucić dymisję);
- prezydent może go zdymisjonować (bez podania konkretnego powodu, może to nastąpić w dowolnym, zależnym wyłącznie od woli prezydenta momencie);
- Duma może wyrazić rządowi wotum nieufności – jest ono podejmowane większością głosów ogólnej liczby deputowanych; w przypadku jego przyjęcia prezydent albo się z nim zgadza i dymisjonuje rząd, albo też nie; jeśli w ciągu 3 miesięcy wotum nieufności się powtórzy, prezydent może albo rozwiązać Dumę, albo zdymisjonować rząd.

Premier może wystąpić do Dumy z wnioskiem o wotum zaufania. Jeżeli go nie otrzyma, decyzja należy do prezydenta – albo rozwiązuje Dumę, albo dymisjonuje rząd.
Prezydent ma prawo dowolnego powoływania i odwoływania członków rządu.

## Zgromadzenie Federalne
Władza ustawodawcza Federacji Rosyjskiej spoczywa w rękach dwuizbowego Zgromadzenia Federalnego (ros. Федеральное Собрание). Federalną ustawą konstytucyjną z 21 listopada 2008 roku Duma Państwowa wprowadziła poprawkę do konstytucji wydłużającą kadencję parlamentu z 4 do 5 lat. Prawo weszło w życie z początkiem kadencji 2011–2016.

### Rada Federacji
Rada Federacji (ros. Совет Федерации) to izba wyższa, będąca przedstawicielstwem części składowych Federacji Rosyjskiej.
Jej kompetencje są o wiele skromniejsze niż izby niższej. Zajmuje się zatwierdzaniem zmian granic pomiędzy podmiotami federacji, zatwierdzaniem dekretów prezydenta dotyczących wprowadzenia stanu wojennego i wyjątkowego, rozstrzyga o użyciu sił zbrojnych Federacji poza jej granicami. Zarządza również wybory prezydenckie. Posiada prawo inicjatywy ustawodawczej.
W skład Rady Federacji wchodzi obecnie po dwóch reprezentantów z 85 podmiotów, czyli łącznie 170 delegatów. Jeden z członków Rady jest wybierany przez organ ustawodawczy danego podmiotu, drugi zaś przez egzekutywę (są oni wybierani spoza składu organów ustawodawczych i wykonawczych). W wyborach tych obowiązuje system większościowy, a każdy wyborca głosuje na dwóch kandydatów. Kandydatów wysuwają grupy wyborców, partie oraz bloki partyjne. Drugi reprezentant delegowany jest przez lokalny organ wykonawczy lub lokalny rząd.

### Duma Państwowa
Duma Państwowa (ros. Государственная Дума) to izba niższa rosyjskiego parlamentu, składająca się z 450 deputowanych. Duma wyraża wotum zaufania dla prezydenckiego kandydata na premiera, może także zgłosić wniosek o wotum nieufności. Posiada inicjatywę ustawodawczą. Może także wysunąć pod adresem prezydenta oskarżenie o zdradę, co może zapoczątkować proces złożenia go z urzędu.
Duma może zostać rozwiązana w trzech przypadkach:
- po trzykrotnym odrzuceniu przez nią kandydata prezydenckiego na premiera;
- gdy wyraża ona w ciągu 3 miesięcy dwa razy wotum nieufności wobec rządu;
- gdy odmówi wotum zaufania rządowi, prezydent może rozwiązać ją lub zdymisjonować rząd w ciągu 7 dni.

Duma Państwowa składa się z 450 deputowanych. Połowa z nich wybierana jest w wyborach proporcjonalnych w jednym, federalnym okręgu wyborczym z list partyjnych przy progu wyborczym 5% w skali całego kraju (metodą Hare’a-Nemeyera), druga połowa zaś w wyborach większościowych w 225 okręgach wyborczych.
Czynne prawo wyborcze mają obywatele, którzy ukończyli 18 lat, z wyłączeniem osób ubezwłasnowolnionych prawomocnym wyrokiem sądu, jak też osób aresztowanych zgodnie z procedurą sądową. Bierne prawo wyborcze posiadają natomiast obywatele, którzy ukończyli 21 lat, z wyłączeniem osób ubezwłasnowolnionych oraz aresztowanych zgodnie z prawomocnym wyrokiem sądu.

## Sąd Konstytucyjny Federacji Rosyjskiej
Jest odpowiedzialny za praworządność konstytucyjną całego systemu prawa Federacji Rosyjskiej.
Składa się z 19 sędziów powoływanych spośród osób powyżej 40. roku życia, którzy co najmniej 15 lat przepracowali w zawodzie prawnika, większością ustawowej liczby członków Rady Federacji na wniosek prezydenta (wnioski wstępne do prezydenta, które mogą służyć za podstawę jego decyzji mają prawo kierować: parlamentarzyści, legislatywy podmiotów Federacji, naczelne organy władzy sądowniczej, ogólnorosyjskie towarzystwa prawnicze, prawnicze instytucje badawcze i naukowe).
Kadencja sędziego Sądu Konstytucyjnego trwa 12 lat bez możliwości reelekcji (maksymalny wiek sędziego – 65 lat).
Sąd Konstytucyjny ma prawo inicjatywy ustawodawczej w sprawach należących do jego kompetencji.

### Funkcje Sądu Konstytucyjnego FR
- rozstrzyganie sporów kompetencyjnych pomiędzy federalnymi organami władzy państwowej, organami władzy państwowej Federacji a organami władzy państwowej podmiotów Federacji, naczelnymi organami władzy państwowej podmiotów Federacji
- badanie zgodności wszelkich aktów prawnych (w tym umów międzynarodowych) z konstytucją na wniosek prezydenta, Rady Federacji, Dumy Państwowej, 1/5 członków każdej z izb, rządu federalnego, Sądu Najwyższego, Naczelnego Sądu Arbitrażowego oraz legislatyw i egzekutyw podmiotów Federacji
- rozpatrywanie pytań prawnych kierowanych przez sądy powszechne i dotyczących konkretnych spraw
- rozpatrywanie skarg konstytucyjnych o naruszenie praw konstytucyjnych i wolności obywatelskich kierowanych przez obywateli i cudzoziemców
- dokonywanie urzędowej wykładni przepisów konstytucji na wniosek prezydenta, Rady Federacji, Dumy Państwowej oraz legislatyw podmiotów Federacji
- wydawanie opinii co do prawidłowości trybu pociągania prezydenta do odpowiedzialności konstytucyjnej (impeachment)

## Naczelny Sąd Arbitrażowy Federacji Rosyjskiej
Naczelny Sąd Arbitrażowy jest najwyższym organem sądowym powołanym do rozstrzygania sporów gospodarczych oraz innych spraw rozpoznawanych przez sądy arbitrażowe i sprawuje w przewidzianych przez ustawę federalną formach procesowych nadzór sądowy nad ich działalnością oraz udziela wyjaśnień w kwestiach dotyczących praktyki sądowej.

## Sąd Najwyższy Federacji Rosyjskiej
Sąd Najwyższy jest najwyższym organem sądowym w sprawach cywilnych, karnych, administracyjnych i innych podlegających właściwości sądów powszechnych i sprawuje w przewidzianych przez ustawę federalną formach procesowych nadzór sądowy nad ich działalnością oraz udziela wyjaśnień w kwestiach dotyczących praktyki sądowej.